# چگونه همسر خود را به قتل برسانیم
چگونه همسر خود را به قتل برسانیم (انگلیسی: How to Murder Your Wife) یک‌ فیلم کمدی سیاه آمریکایی محصول سال ۱۹۶۵ است.

## داستان
مردی که زندگی موفقی برای خود دست و پا کرده، مرتکب اشتباه بزرگی شده و در حالت مستی ازدواج می‌کند و…

## بازیگران
- جک لمون
- ویرنا لیزی
- تری توماس
- ادی مایهوف
- کلر تروور
- جک آلبرتسون
- سیدنی بلکمر
- مکس شووالتر
- الن هیوئیت
- بری کلی
- ویلیام براینت
- چالز بیتمن
- ادوارد فاکنر